# Pukeberg, Linköpings kommun
Pukeberg är en plats åtta kilometer nordväst om Rimforsa. Pukeberg ligger i Nykils socken, Linköpings kommun, Östergötland. Ett fåtal permanentboende finns inom området. 
Puke i ortnamnet är ett ålderdomligt uttryck för ett ont väsen, till exempel en djävul, troll eller varg, tidigare vanligt förekommande både som person- och ortnamn.